# Vescovi von Ulzbach

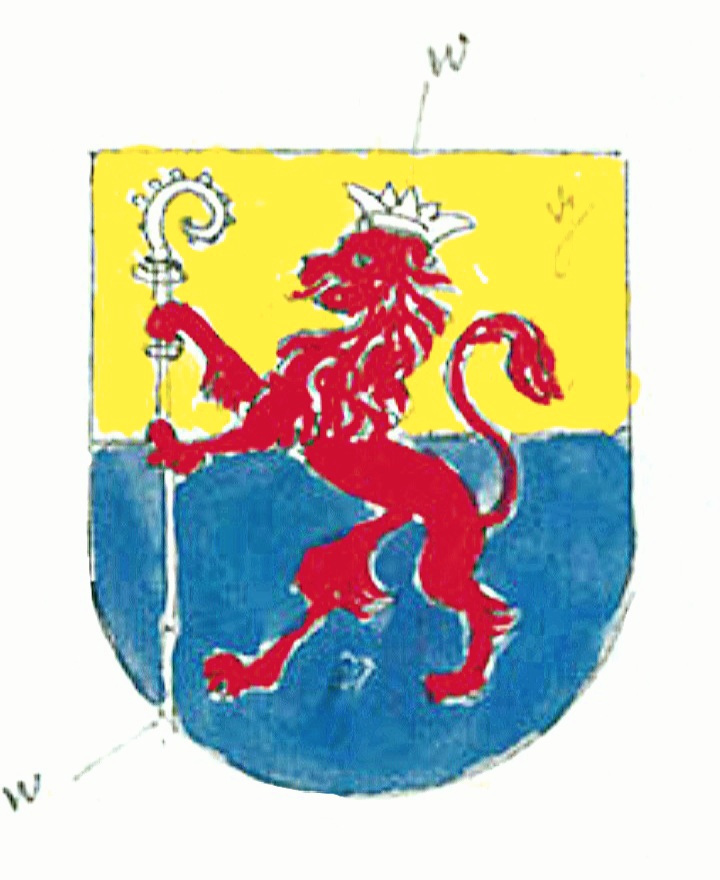
Stammwappen der Vescovi von 1583

Vescovi von Ulzbach war der Name eines briefadligen Geschlechts aus dem Hochstift Trient, das in den Freiherrenstand erhoben wurde und sich später über Tirol nach Bayern ausbreitete.

## Geschichte
Das Geschlecht stammte ursprünglich aus dem Etschtal. 1569 wirkte der aus dem Sulzberg stammende Bartholomäus, Sohn von Johann Vescovi, als Diakon in Brixen, sowie von 1606 bis 1610 als Kurat in Sankt Christina. Erzherzog Ferdinand II. von Tirol verlieh am 2. Januar 1583 dem promovierten Arzt in Brixen, Stefan und seinem Bruder, dem Priester Johann Peter Vescovi die Adelsfreiheit und einen Wappenbrief. Am 14. April 1664 erfolgte in Regensburg die Bestätigung des Reichsadels für die Brüder Stefan und Ludwig de Vescovi. 1691 wurde die Familie, durch Teilnahme eines Angehörigen als Abgeordneter am Tiroler Landtag, in die dortige Adelsmatrikel immatrikuliert. Am 20. Mai 1708 erlangte der oberösterreichische Hofkammerrat Vergil von Vescovi in Wien den Freiherrenstand, das Prädikat „von Ulzbach“ und eine Wappenbesserung.

Durch die Heirat von Theresia Vescovi 1717 mit Karl Martini von Calliano, kam der später sogenannte Palazzo Martini in Mezzocorona an die Familie der Grafen Martini von Griengarten und Neuhof. Johann Anton von Vescovi aus Mezzocorona studierte von 1742 bis 1744 Philosophie an der Universität Innsbruck, 1744 errang er den Grad Magister und war darauf von 1744 bis 1748 in Rom Schüler am Priesterseminar Collegium Germanicum. Ebenso Johann Michael von Vescovi aus Mezzocorona der nach einem Studium der Philosophie in Innsbruck, welches er 1704 ebenfalls als Magister abschloss, 1706 in Salzburg ein Rechtsstudium begann. 1738 erscheint er als Kurat in Vermiglio. Franz Christoph von Vescovi aus Mezzocorona studierte von 1728 bis 1730 in Innsbruck Physik und von 1730 bis 1735 an der Universität Dillingen Theologie. 1734 zum Priester geweiht, wurde er 1744 Pfarrer in Livo. 1752 fungierte Johann Nepomuk von Vescovi als „Hauptriegler“ von Mezzocorona, sowie 1771 Stefanus di Vescovi als Gemeindeausschuss von Mezzocorona bzw. Kronmetz. Am 15. August 1815 wurde der vormals fürstlich-passauische Hofkammerrat und damalige Besitzer der ehemaligen Klosterrealitäten in Roth Peter Joseph von Vescovi (* 1750) inkl. Nachkommen in die Adelsklasse des Königreich Bayern immatrikuliert. Die Freiherren Vescovi von Ulzbach sind darauf erloschen.

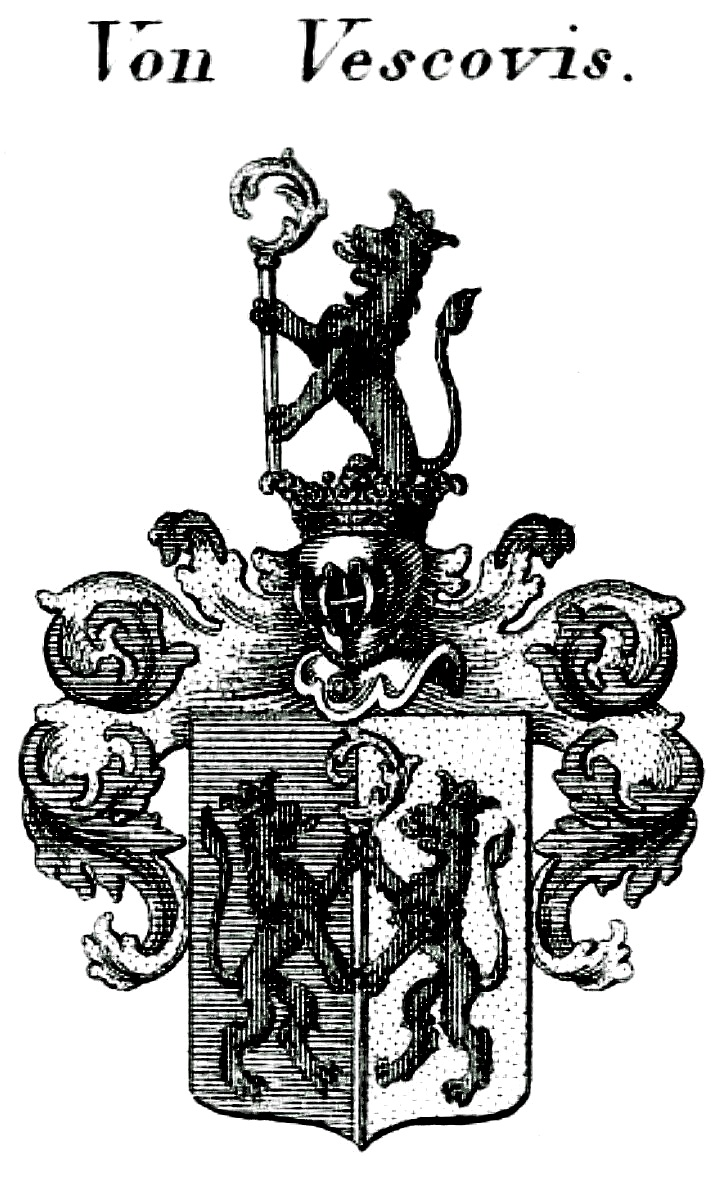
Wappen bei Tyroff, gemäß Reichsadelsbestätigung von 1664.

## Wappen
- Das redende Wappen (italienisch „Vescovi“ = „Bischöfe“) gemäß erzherzoglich-tirolischem Adels- und Wappenbrief von 1583 zeigt einen von Gold und Blau (Blau und Gold) geteilten Schild, überdeckt von einem (silbern bekrönten) roten Löwen, einen silbernen (auch gold-silbern geteilten) Bischofsstab vor sich haltend. (Dieser Löwe ziert bis heute die Etiketten des Weinguts de Vescovi Ulzbach.)[15] Auf dem golden bekrönten Kolbenturnierhelm mit blau-goldenen Helmdecken der rote Löwe mit dem Bischofsstab wachsend.[2]

- Das gebesserte Wappen gemäß der Reichsadelsbestätigung von 1664 zeiget einen von Blau und Gold gespaltenen Schild, der Spalt überdeckt von einem goldenen Bischofsstab, der beidseitig von je einem einwärts gewendeten, golden bekrönten, roten Löwen gehalten wird. Auf dem golden bekrönten Kolbenturnierhelm mit blau-goldenen Decken ein golden bekrönter roter Löwe wachsend, einen goldenen Bischofsstab vor sich haltend.